# Sanga-Jurjach-Mammut

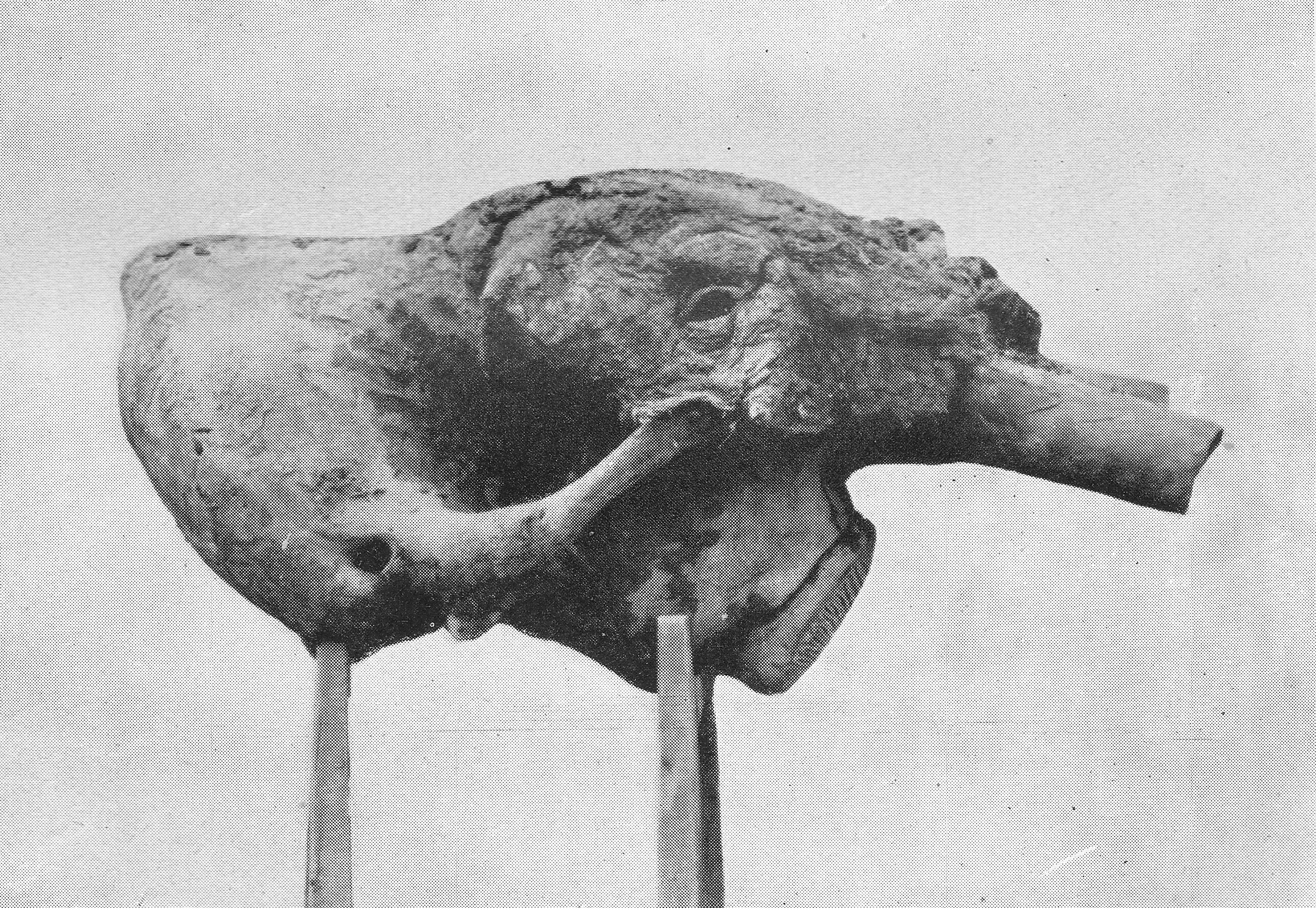
Schädel des Sanga-Jurjach-Mammuts mit Weichteilen der Augenpartie

Das Sanga-Jurjach-Mammut wurde 1908 in Jakutien entdeckt. Es war das erste sibirische Wollhaarmammut, das mit einem noch gut erhaltenen Rüssel gefunden wurde.

## Fundumstände

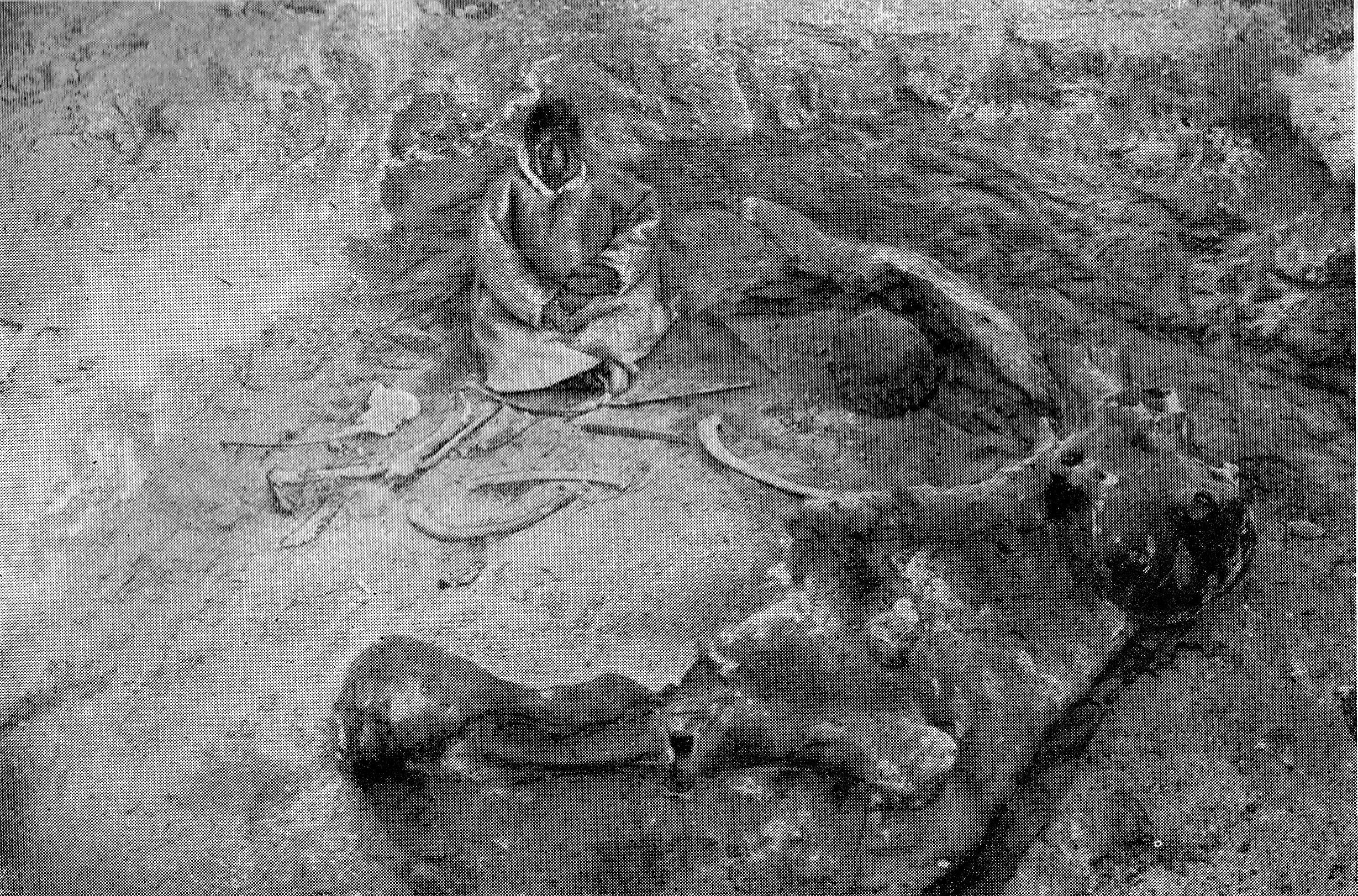
Der Ewene Dschergeli am freigelegten Sanga-Jurjach-Mammut.

In den ersten Januartagen des Jahres 1908 meldete der Gouverneur Jakutiens der Kaiserlich-Russischen Akademie der Wissenschaften in Sankt Petersburg den Fund eines Mammutkadavers am Fluss Sanga-Jurjach. In diesem Gebiet hatte Eduard von Toll schon 1892 Reste eines Mammuts geborgen, die allerdings von geringem wissenschaftlichen Wert gewesen waren. Eine Kommission unter Leitung des Geologen Friedrich Schmidt beschloss, noch im Winter eine Expedition nach Jakutien zu entsenden, die das Mammut ausgraben, konservieren und nach Sankt Petersburg transportieren sollte. Zu ihrem Leiter wurde Konstantin Wollossowitsch bestimmt, ein Geologe, der 1901 bereits an der Russischen Polarexpedition Eduard von Tolls teilgenommen hatte. Ihm zur Seite gestellt wurde der Zoologe Eugen Pfizenmayer, der 1901 mit Otto Herz (1856–1905) das Berjosowka-Mammut geborgen hatte.
Die Männer stellten eilig ihre Ausrüstung zusammen und bestiegen am 9. Februar den Expresszug nach Irkutsk, von wo aus die Reise mit der Troika und schließlich mit dem Rentierschlitten über Jakutsk und Kasatschje fortgesetzt wurde. In Jakutsk komplettierte der erfahrene Kosak Stepan Rastorgujew (1864–?) die Expeditionsmannschaft. Am 6. April erreichten sie den Fundort, wo der Entdecker des Mammutkadavers, der Ewene Dschergeli, der wie Rastorgujew bereits für Toll gearbeitet hatte, auf sie wartete. Die Überreste des Mammuts lagen im jetzt trockenen Flussbett des Sanga–Jurjach. Nachdem der Schnee beiseite geräumt war, erschienen auf der abfallenden Oberfläche des gefrorenen Bodens Vorsprünge von Teilen eines kleinen Mammuts, die sich in einem Halbkreis befanden, der sich zum Abhang hin öffnete. Nahe der Böschung lag der noch gut erhaltene Schädel, dem die Stoßzähne allerdings fehlten. Der Kadaver des Mammuts hatte sich ursprünglich im Steilufer befunden, war aber während des Frühlingshochwassers freigespült und im Flussbett wieder mit Sand und Schlamm bedeckt worden. Große Teile der Weichteile waren von Polarfüchsen gefressen worden.
Innerhalb einer Woche wurden die vorhandenen Teile des Kadavers bei Temperaturen von unter −30 °C geborgen und in Rinder- und Pferdehäute eingenäht. Der gesamte Fund wurde nach Bulun transportiert, von Pfizenmayer konserviert und nach dem Aufbrechen des Eises auf der Lena mit dem Schiff nach Irkutsk und weiter mit der Bahn nach Sankt Petersburg gebracht.

## Befunde

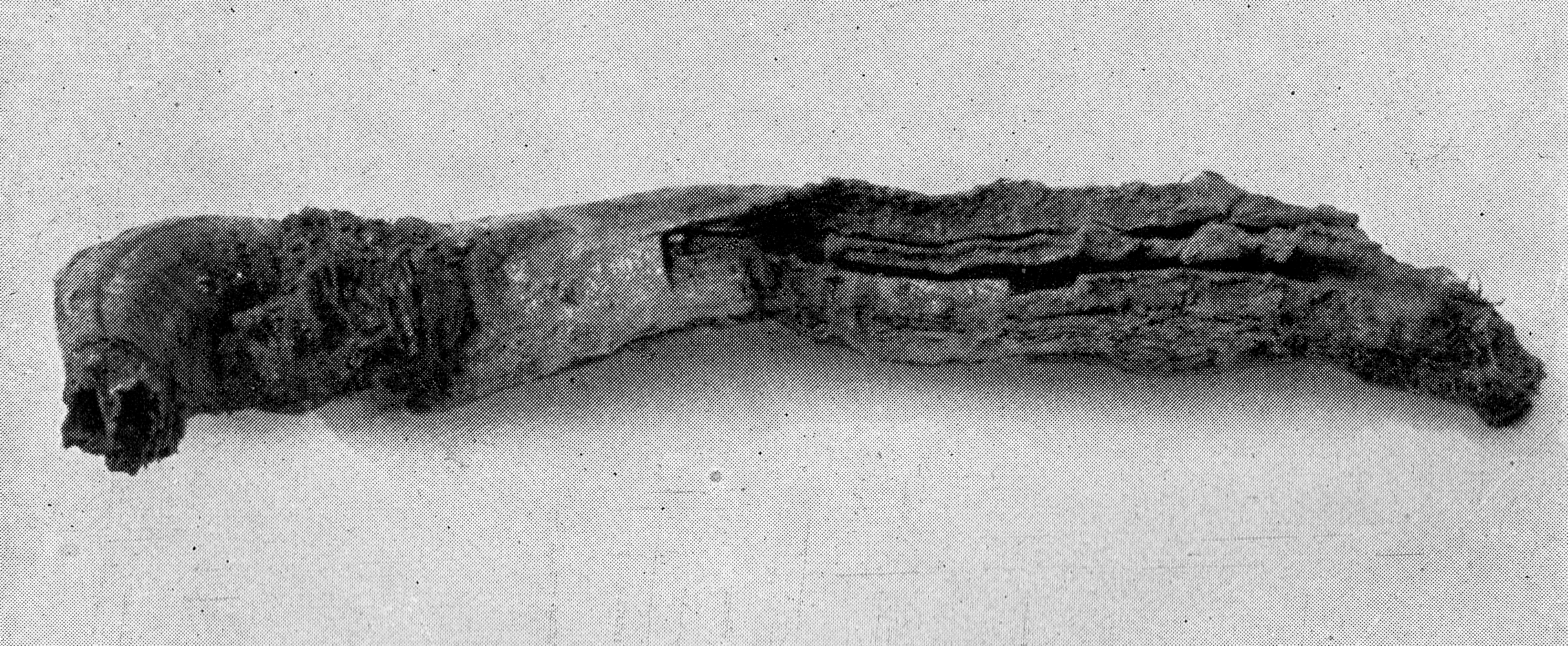
Der Rüssel des Sanga-Jurjach-Mammuts

Das Sanga-Jurjach-Mammut wurde als weibliches Wollhaarmammut (Mammuthus primigenius) identifiziert, das vor etwa 37.000 bis 39.000 Jahren gelebt hatte. Das Tier erreichte ein geschätztes Alter von 54 bis 60 Jahren. Abgesehen von den Zwergmammute der Wrangelinsel ist es das kleinste adulte Wollhaarmammut, das jemals gefunden wurde. Seine Schulterhöhe betrug nur 226 cm. Der Erhaltungszustand war schlechter als von den Forschern erhofft. Die gesamte linke Seite des Tierkadavers war bei ihrem Eintreffen schon nicht mehr vorhanden. 
Bei den Ausgrabungen wurden der Schädel mit dem Unterkiefer, dem Rüssel und einem Hautstück von der rechten Kopfseite mit der Augenöffnung geborgen, außerdem ein großes Hautstück vom Rücken und von der rechten Seite sowie einige kleinere Stücke von verschiedenen Teilen des Rumpfes. Dazu kamen das rechte Vorder- und Hinterbein mit Fleisch, Haut und Fell, der erste Halswirbel, die Schwanzwirbel und einige Rippen. Der Rest des Kadavers war Raubtieren und der Strömung des Flusses zum Opfer gefallen.
Bedeutsam war der erstmalige Fund eines fast vollständig erhaltenen Rüssels eines sibirischen Mammuts. Er komplettierte die vor allem vom Berjosowka-Mammut bekannte Vorstellung vom Aussehen dieser ausgestorbenen Tiere. Besonders gut erhalten waren auch die beiden rechten Füße. Manche Hautstücke des Kadavers zeigten noch die unterhalb der Lederhaut befindliche subkutane Fettschicht, die eine Dicke von bis zu 9 Zentimetern erreichte.

## Verbleib
Die Reste des Sanga-Jurjach-Mammuts befindet sich im Zoologischen Museum in Sankt Petersburg. 1951 wurden sie im Mammutsaal des Zoologischen Instituts der Akademie der Wissenschaften der Sowjetunion ausgestellt. Verstreute Haare wurden von Pfizenmayer in den 1920er Jahren auf Vortragsreisen als Gastgeschenk verteilt. Ein Haarbüschel gelangte 1957 in die Sammlung des Ruhrlandmuseums in Essen.